# National Soccer Hall of Fame

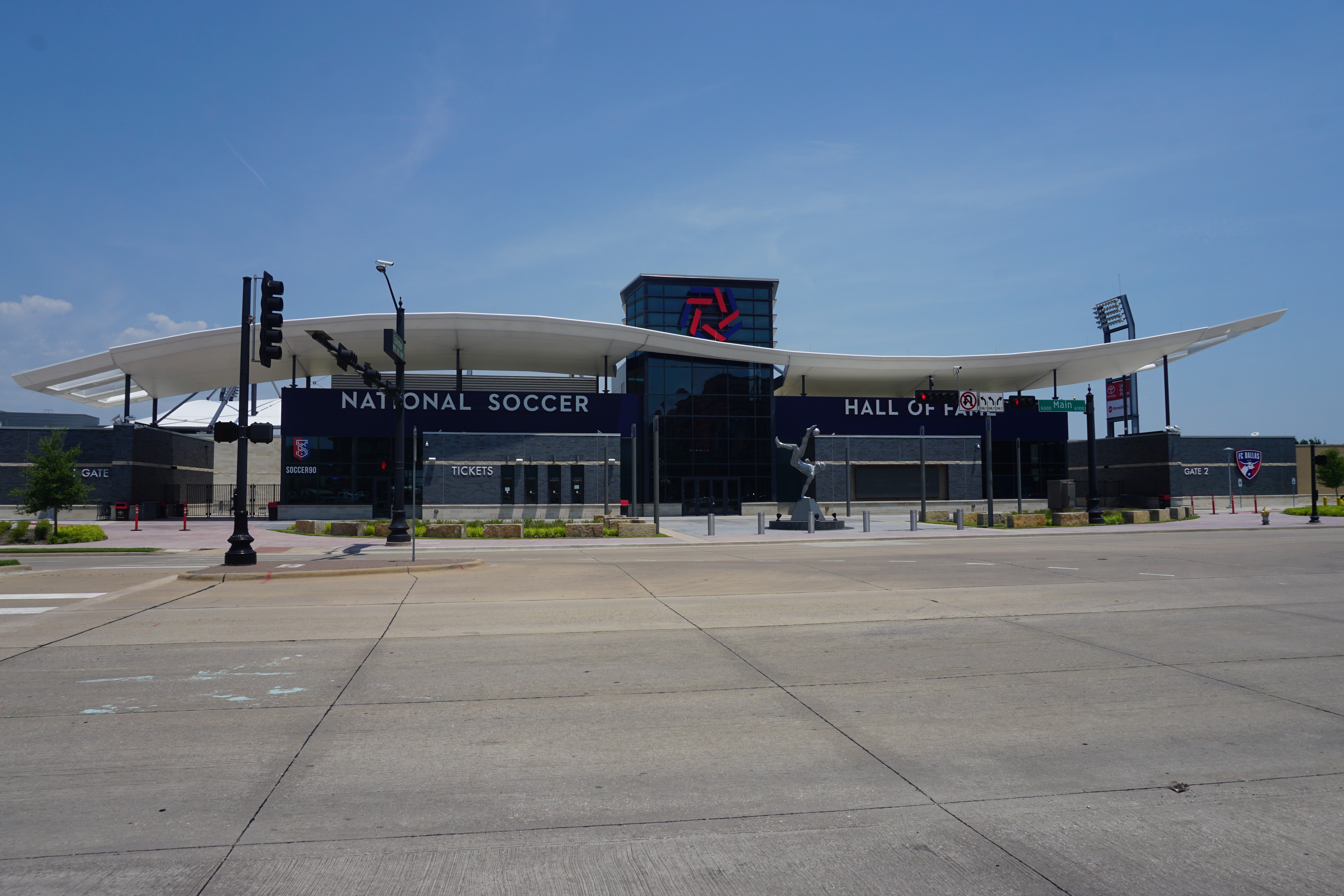
La National Soccer Hall of Fame en Frisco, Texas (Estados Unidos).

La National Soccer Hall of Fame (en español: Salón de la Fama del Fútbol Nacional) es una institución privada de fútbol estadounidense que dedica principalmente al fútbol de dicho país. Fue fundada como institución en 1979, aunque sus orígenes datan desde 1950. Al momento de homenajear a un jugador, entrenador o dirigente al Salón de la Fama, es considerado como la máxima condecoración del fútbol de los Estados Unidos.

## Historia
El Salón de la Fama fue creado en 1950 por la Asociación "Old-timers" de Philadelphia, que es una organización integrada por exfutbolistas y jugadores semiprofesionales que tenía como propósito dedicar a la historia del fútbol estadounidense. En 1979 fue establecido formalmente como institución con sede en Oneonta, estado de Nueva York y reconocida por la Federación de Fútbol de los Estados Unidos en 1983. El 12 de junio de 1999 fue inaugurado como museo y abierto al público. En 2018, el museo fue trasladado al Estadio Toyota en Frisco, Texas.

## Miembros del Salón de la Fama
- Miembros del National Soccer Hall of Fame